# Jan Révai
Jan Révai (* 11. února 1974 Kladno) je český herec a tanečník.

## Životopis
Vyučil se automechanikem, od mládí se však věnoval tanci. V šestnácti zorganizoval přepadení čerpací stanice a krádeže, o tři roky později (roku 1993) byl odsouzen.
Po propuštění díky své taneční průpravě (působil v taneční skupině UNO pod vedením Richarda Hese, byl také členem swingující skupiny hostující v Hudebním divadle Karlín pod názvem Děti swingu) udělal konkurs na tanečníka do muzikálu Dracula. Tím byla odstartována jeho strmě stoupající kariéra: vystupoval v řadě dalších muzikálů (Carmen, Cats, Hair, Johanka z Arku, Pomáda, Romeo a Julie), objevil se před televizní kamerou – seriály TV Prima Rodinná pouta a Velmi křehké vztahy, inscenace Život, který ti dávám, film Polojasno Filipa Renče); Renč si ho vybral pro jednu z hlavních rolí i v muzikálovém filmu Rebelové (2001). S Lucií Vondráčkovou moderoval Českého slavíka 2001 (TV Nova). V současné době vystupuje v Divadle pod Palmovkou, objevuje se v inscenacích Shakespearových her na Letních shakespearovských slavnostech na Pražském hradě.
V letech 2012 až 2016 byl porotcem v taneční televizní soutěži StarDance ...když hvězdy tančí.
V roce 2007 se oženil se zpravodajkou Slovenské televize Danielou Urbánkovou. V roce 2010 se rozvedli.
Jeho partnerkou je slovenská herečka Zuzana Šulajová. Mají dva syny, Jakuba (* 3. ledna 2011) a Matěje (* 29. prosince 2013).

## Muzikály
- Dracula
- Romeo a Julie
- Carmen
- Hair
- Pomáda
- Johanka z Arku
- Rebelové
- Osmý světadíl
- Zapomeňte na Shakespeara
- Zpívání v dešti

## Filmografie

### Herecká filmografie
- 1996 – Dracula (divadelní záznam)
- 1998 – Motel Anathema
- 1999 – Polojasno (1. student)
- 2000 – Zpráva o putování studentů Petra a Jakuba
- 2001 – Rebelové (Šimon)
- 2002 – Zatracení (Tomáš Egermaier)
- 2002 – Blade 2
- 2003 – Johanka z Arku (divadelní záznam) (Anděl)
- 2004–2007 – Rodinná pouta (Ing. Robert Krátký) – TV seriál
- 2005 – Restart (tanečník)
- 2005 – Peurahaui yeonin
- 2005 – Bazén – díl Samá voda (Milan Holub) – TV seriál
- 2006 – Nadměrné maličkosti: Dámský gambit (Tomáš)
- 2007–2009 – Velmi křehké vztahy (Ing. Robert Krátký) – TV seriál
- 2007 – Ordinácia v ružovej záhrade (MUDr. Jakub Kraus) – TV seriál
- 2011 – Druhý život (Filip Dvořák)
- 2012 – Occamova břitva (kuchař Petr)
- Od – 2012 – Gympl s (r)učením omezeným (tělocvikář Mgr. Aleš Nezval) – TV seriál
- 2012 – Búrlivé víno
- 2014 – Doktori (MUDr. Robert Plevka)
- 2015 – Gangster Ka
- 2015 – Gangster Ka: Afričan
- 2016 – Lída Baarová
- 2016 – V.I.P. vraždy – TV seriál
- 2019 – Špindl
- 2018 – Krejzovi – Tv seriál
- 2019 – Špindl 2
- 2022 – BANGER.
- 2023 – Extraktoři
- 2023 - Dunaj, k Vašim službám
- Sex O'Clock (Michal Anenský, otec  Adama) 2023 - 2024 -

### Dokumentární
- 2007 – 13. komnata Jana Révaie
- 2008 – Lucie Vondráčková To NEJ z TV

### TV pořady
- 2001 – Noc s Andělem
- 2001 – Letadlo
- Hádej, kdo jsem!
- 2008 – Všechnopárty
- 2012 – StarDance ...když hvězdy tančí
- 2013 – StarDance ...když hvězdy tančí
- 2015 – StarDance ...když hvězdy tančí
- 2016 – StarDance ...když hvězdy tančí
- 2018 – Tvoje tvář má známý hlas

### Dabing
- 1997 – TV film Noční můra v Elm Street 3: Bojovníci ze sna – Bradley Gregg (Phillip)
- 2004 – minisérie Porota – Stuart Bunce (Charles Gore)
- 2005 – TV film Slečna Marplová – díl Vlak z Paddingtonu – Ciarán McMenamin (Cedric Crackenthorpe)
- 2008 – TV film Slečna Marplová – díl V hotelu Bertram – Nicholas Burns (Joel Britten)
- 2008 – TV film Pohádky na dobrou noc – Guy Pearce (Kendall)
- 2012 – TV film Králova řeč – Guy Pearce (král Eduard VIII.)
- 2015 – TV série Alenka - dívka, která se nestane – (Komisař Harlock Vágner)

## Divadlo

### Vybrané divadelní role
- Divadlo pod Palmovkou
  - 1992 – O myších a lidech
  - 2003 – Cyrano z Bergeracu
  - 2004 – Návrat do Pekla (Donie Barker)
  - 2005 – Skvrny na slunci (Tomy)
  - 2006 – Bouře (šašek Trinkulo)
  - Od 2006 – Ještě jednou, profesore (Bolkonskij) – vystupuje v alternaci
  - 2007 – Gazdina roba (druhý stárek)
  - 2007–2011 – Ať žije královna! (Henry Darnley (Stuart))
  - 2002–2013 – Oidipús vladař
- Letní shakespearovské slavnosti
  - 2006 – Othello
  - 2008–2012 – Antonius a Kleopatra (Agrippa)
- Divadlo Radka Brzobohatého
  - Od 2009 – Tančírna
- Divadlo Kalich
  - Od 2011 – Osmý světadíl (otec) – vystupuje v alternaci
- Divadlo U Hasičů
  - 2006–2010 – Čtyři pokoje do zahrady
  - Láska a párečky (Norbert)
  - Od 2006 – Postel plná cizinců – vystupuje v alternaci
  - Od 2007 – 1+1=3 (John Brown) – vystupuje v alternaci
- Divadelní společnost On Stage!
  - Od 2010 – Na úrovni – vystupuje v alternaci
- Divadlo F. X. Šaldy (Šaldovo divadlo) v Liberci
  - Od 2011 – Zpívání v dešti – vystupuje v alternaci
- Docela velké divadlo
  - Vražda sexem
  - Rekvizitárna aneb večer pro mé přátele
  - 1997 – Mrazík
  - 2000 – Kráska a netvor
  - 2002 – Nepijte tu vodu!
  - Od 2003 – Láska je láska
  - 2006 – Elektro, má lásko!
  - Od 2006 – Cesta za Julií – podílí se jako tvůrce choreografie
  - Od 2007 – Milion liber
  - Od 2008 – Penzion Ponorka
  - Od 2008 – Tři mušketýři – podílí se jako tvůrce choreografie
  - Od 2010 – Něžné dámy
- Severočeské divadlo opery a baletu
  - 2007 – West side story (Chino)
- Komorní divadlo
  - Čachtická paní (sluha Ficko)